# Juncitarsus
Juncitarsus — рід викопних птахів ряду фламінгоподібних (Phoenicopteriformes), що існував в еоцені на території США та Європи близько 45 млн років тому. Знайдені скам'янілості спочатку були віднесені до роду Фламінго (Phoenicopterus), проте пізніше дослідники дійшли висновку, що це ранній примітивніший рід фламінгоподібних або навіть належить до групи птахів від якої пішли фламінго та пірникози.

## Історія
Невеликий набір кісток був зібраний у 1946 та 1947 роках Чарльзом Льюїсом Газіном, Франкліном Л. Пірсом та Джорджем Ф. Стернбергом у місцеперебуванні формації Бріджер у Вайомінгу. Ці кістки відправив на дослідження Александру Ветмору, але він не зміг ідентифікувати вид. Лише у 1980 році вони були названі Сторрсом Л. Олсоном та Аланом Федуччією. Номінований вид отримав назву J. gracillimus з номенклатурним значенням «струнка очеретяна щиколотка». Другий вид, J. merkeli з Німеччини, був названий у 1987 році Стефаном Петерсом.

## Класифікація
Олсон і Федуччія спочатку класифікували Juncitarsus як найдавнішого відомого представника родини фламінгових (Phoenicopteridae), хоча через його загальну схожість із родиною Recurvirostridae автори припустили спорідненість між фламінго та чоботарями. Це призвело до класифікації фламінго як членів ряду сивкоподібних (Charadriiformes). Однак це не підтверджується морфологічними та молекулярними доказами, оскільки фламінго пов’язані з пірникозами в кладі Mirandornithes. У світлі цього Juncitarsus вважався базальним мірандорнітеєм. Наступне філогенетичне дерево зображує Mirandornithes у тому вигляді, як його відновили Торрес та його колеги в 2015 році. 
|  | †Harrisonavis                                                     |
|  |                                                                   |
|  | \| \| Phoenicopterus \| \| \| \| \| \| Phoenicoparrus \| \| \| \| |
|  |                                                                   |
|  | Phoenicopterus                                                    |
|  |                                                                   |
|  | Phoenicoparrus                                                    |
|  |                                                                   |

|  | Phoenicopterus |
|  |                |
|  | Phoenicoparrus |
|  |                |

|  | †Harrisonavis                                                     |
|  |                                                                   |
|  | \| \| Phoenicopterus \| \| \| \| \| \| Phoenicoparrus \| \| \| \| |
|  |                                                                   |
|  | Phoenicopterus                                                    |
|  |                                                                   |
|  | Phoenicoparrus                                                    |
|  |                                                                   |

|  | Phoenicopterus |
|  |                |
|  | Phoenicoparrus |
|  |                |

|  | †Harrisonavis                                                     |
|  |                                                                   |
|  | \| \| Phoenicopterus \| \| \| \| \| \| Phoenicoparrus \| \| \| \| |
|  |                                                                   |
|  | Phoenicopterus                                                    |
|  |                                                                   |
|  | Phoenicoparrus                                                    |
|  |                                                                   |

|  | Phoenicopterus |
|  |                |
|  | Phoenicoparrus |
|  |                |

|  | †Harrisonavis                                                     |
|  |                                                                   |
|  | \| \| Phoenicopterus \| \| \| \| \| \| Phoenicoparrus \| \| \| \| |
|  |                                                                   |
|  | Phoenicopterus                                                    |
|  |                                                                   |
|  | Phoenicoparrus                                                    |
|  |                                                                   |

|  | Phoenicopterus |
|  |                |
|  | Phoenicoparrus |
|  |                |

|  | †Harrisonavis                                                     |
|  |                                                                   |
|  | \| \| Phoenicopterus \| \| \| \| \| \| Phoenicoparrus \| \| \| \| |
|  |                                                                   |
|  | Phoenicopterus                                                    |
|  |                                                                   |
|  | Phoenicoparrus                                                    |
|  |                                                                   |

|  | Phoenicopterus |
|  |                |
|  | Phoenicoparrus |
|  |                |

|  | †Harrisonavis                                                     |
|  |                                                                   |
|  | \| \| Phoenicopterus \| \| \| \| \| \| Phoenicoparrus \| \| \| \| |
|  |                                                                   |
|  | Phoenicopterus                                                    |
|  |                                                                   |
|  | Phoenicoparrus                                                    |
|  |                                                                   |

|  | Phoenicopterus |
|  |                |
|  | Phoenicoparrus |
|  |                |

|  | †Harrisonavis                                                     |
|  |                                                                   |
|  | \| \| Phoenicopterus \| \| \| \| \| \| Phoenicoparrus \| \| \| \| |
|  |                                                                   |
|  | Phoenicopterus                                                    |
|  |                                                                   |
|  | Phoenicoparrus                                                    |
|  |                                                                   |

|  | Phoenicopterus |
|  |                |
|  | Phoenicoparrus |
|  |                |

|  | †Harrisonavis                                                     |
|  |                                                                   |
|  | \| \| Phoenicopterus \| \| \| \| \| \| Phoenicoparrus \| \| \| \| |
|  |                                                                   |
|  | Phoenicopterus                                                    |
|  |                                                                   |
|  | Phoenicoparrus                                                    |
|  |                                                                   |

|  | Phoenicopterus |
|  |                |
|  | Phoenicoparrus |
|  |                |